# Scytodes chopim
Scytodes chopim là một loài nhện trong họ Scytodidae.
Loài này thuộc chi Scytodes. Scytodes chopim được miêu tả năm 2009 bởi Rheims & Antonio D. Brescovit.